# Coppa Agostoni 2001
La Coppa Agostoni 2001, cinquantacinquesima edizione della corsa, si svolse il 22 agosto 2001 su un percorso di 198 km. La vittoria fu appannaggio dell'italiano Francesco Casagrande, che completò il percorso in 4h48'38", precedendo il tedesco Jan Ullrich ed il connazionale Gianluca Tonetti.

## Ordine d'arrivo (Top 10)
| Pos. | Corridore            | Squadra               | Tempo    |
| ---- | -------------------- | --------------------- | -------- |
| 1    | Francesco Casagrande | Fassa Bortolo         | 4h48'38" |
| 2    | Jan Ullrich          | Team Deutsche Telekom | s.t.     |
| 3    | Gianluca Tonetti     | Selle Italia-Pacific  | a 45"    |
| 4    | Fabio Sacchi         | Saeco                 | a 1'55"  |
| 5    | Stefano Garzelli     | Mapei-Quick Step      | s.t.     |
| 6    | Markus Zberg         | Rabobank              | s.t.     |
| 7    | Beat Zberg           | Rabobank              | s.t.     |
| 8    | Pietro Caucchioli    | Alessio               | s.t.     |
| 9    | Eddy Mazzoleni       | Tacconi Sport-Vini C. | s.t.     |
| 10   | Felice Puttini       | CCC-Mat               | s.t.     |